# Julián Orbón
Julián Orbón de Soto (Avilés, Asturias, 7 de agosto de 1925 - Miami, Florida, 21 de mayo de 1991) fue un músico, crítico musical y compositor hispanocubano.

## Biografía
Nacido en una familia de fuerte tradición musical; su padre, el conocido pianista Benjamín Orbón, le inicia en el piano cuando Julián tiene apenas siete años de edad, estudios que continúa con Óscar Lorié.
En 1932 visita La Habana, Cuba, en compañía de su padre. Poco tiempo después, la familia se traslada a esa ciudad para escapar de los acontecimientos políticos que tuvieron lugar en España en la década de 1930. No obstante, el padre decide que Julián permanezca en Asturias, donde el niño vive la guerra civil española así como el asesinato de su tío, el escritor Julián Orbón.
En 1942 Benjamín Orbón decide llevarlo definitivamente a La Habana, donde trabaja al lado de su padre como profesor del Conservatorio Orbón. Al morir el padre un par de años más tarde, el joven compositor asume la dirección de dicho conservatorio. 
En la década de 1940 Orbón recibe clases del compositor español nacionalizado cubano José Ardévol. Se integra al grupo que forma Ardévol, denominado «Grupo de Renovación Musical» junto con Harold Gramatges, Edgardo Martín, Hilario González, Gisela Hernández y Virginia Fleites.
Esta etapa musical neoclásica finaliza en 1945 cuando compone la Sinfonía en do mayor. 
En 1944 comienza a trabajar como crítico musical en el diario Alerta. 
En 1945 se compromete con su mujer, Mercedes Vecino, y gana un concurso para estudiar en Tanglewood, Estados Unidos, bajo la tutela del conocido músico y compositor neoyorquino Aaron Copland. Con Copland perfecciona su conocimiento orquestal y entra en contacto con otros jóvenes compositores que poco después devienen importantes en la música de Latinoamérica, como Alberto Ginastera, Roque Cordero, Juan Orrego-Salas, Héctor Tosar y Antonio Estévez, o estadounidense, como Lucas Foss y Leonard Bernstein.
Su relación con Copland no puede ser más fructífera e incluso el profesor llega a comentar: «…el mejor dotado compositor de la nueva generación de Cuba».
En Caracas, Venezuela, logra un espaldarazo definitivo al obtener el segundo lugar en el concurso de composición del Festival Latinoamericano de Música (1954) con sus Tres versiones sinfónicas, hecho que le abre puertas al reconocimiento en Estados Unidos y América Latina.
Fue alrededor de 1958 cuando Julián Orbón adapta los versos sencillos del poeta cubano José Martí a la melodía de La Guantanamera, canción compuesta en los años treinta por el músico popular Joseíto Fernández. Según relata el poeta cubano Cintio Vitier en su libro "Lo cubano en la poesía": «[Era una] experiencia inolvidable oír a Orbón cantar los versos de Martí con la música de “La guantanamera”». En 1961, el guitarrista Leo Brower ―nieto de la compositora y pianista cubana Ernestina Lecuona (hermana mayor del compositor Ernesto Lecuona)― cantó La guantanamera con versos de José Martí y la canción, con versos del poeta, comienza a ganar popularidad en toda la isla.
Luchador y soñador, contribuyó y dio su apoyo a la revolución cubana hasta que estuvo en desacuerdo con los métodos estalinistas del régimen de Castro.
En 1960 ―gracias a una invitación del gobierno mexicano y en particular del también compositor Carlos Chávez― Orbón se trasladó desde Nueva York, en donde residía, hasta México, país en el que inicia su exilio político. Ahí asume el encargo de formar a un grupo de jóvenes compositores en el Taller de Composición del Conservatorio Nacional de Música, donde figuran entre sus alumnos más conocidos Eduardo Mata y Julio Estrada. En 1963 deja México para dirigir un máster en composición en Estados Unidos, donde cuenta con el apoyo de amigos músicos como el guitarrista Andrés Segovia o el propio Copland. Va a residir en los Estados Unidos hasta el final de su vida.
En 1967 regresó por primera vez a España para asistir a la presentación en concierto de una de sus obras más notables, Monte Gelboé.
En Nueva York recibe frecuentes encargos de composición, se le otorga la beca Guggenheim, imparte cursos y da conferencias en distintas universidades, como Columbia o Princeton, además de clases privadas de composición.

### Hijo predilecto de Avilés
El 30 de octubre de 1986, visitó Avilés, su ciudad natal. Fue recibido en el Ayuntamiento, donde se le concede el título de Hijo Predilecto de Avilés. Como complemento a su estancia realizó una visita a la incipiente Escuela Municipal de Música. La dirección de la Escuela aprovechó la visita para poner su nombre al pequeño auditorio del centro, porque todas las restantes aulas tenían cada una un nombre de un músico asturiano ya fallecido. En el primer piso del centro y tras ver el aula con el nombre de su padre, se emocionó sinceramente.

## Fallecimiento
En 1990 es invitado por la Universidad de Miami a impartir un curso de composición. Estando en esa ciudad enferma gravemente y es ingresado en el hospital. Finalmente, muere en Miami el 21 de mayo de 1991.
Sus restos mortales reposan en Avilés, como último deseo del compositor, en el cementerio de La Carriona, desde el 2 de diciembre de 1991. A la ceremonia asistieron solamente los familiares y una amiga personal del compositor, sobrina de Federico García Lorca.

## Honores
El 30 de enero de 1992 la Escuela Municipal de Música de Avilés, solicita al Ayuntamiento de la ciudad que la Escuela lleve el nombre de "Julián Orbón", como homenaje póstumo a este gran músico. Esta petición es aceptada por unanimidad, llamándose desde aquel entonces: Escuela Municipal de Música "Julián Orbón" y actualmente Conservatorio Municipal Profesional "Julián Orbón"

## Obras
- Sonata para piano «Homenaje al Padre Soler» (1942)
- «Canción para nuestro niño», basada en un poema de Fray Luis de León
- Dos canciones con texto de García Lorca
- «Romance de Fontefrida», para cuatro voces mixtas (1944)
- Música incidental para La Numancia de Cervantes (1943)
- Dos danzas y un interludio para "La Gitanilla" de Cervantes
- «Capricho Concertante» (1944)
- «Pregón» (para voz, flauta, oboe, fagot, corno y piano, sobre un poema de Nicolás Guillén (1943)
- «Preludio y Danza» para guitarra
- «Quinteto para clarinete y cuerda»
- «Sinfonía en Do mayor»
- «Cuarteto de Cuerda» (1951)
- «Tres Versiones Sinfónicas» (1954)
- «Himnus ad Galli Cantum» (1955)
- «Concerto Grosso»
- «Danzas Sinfónicas»
- «Tres Cantigas del Rey» (1960)
- «Partitas números 1, 2 y 3» (1963–64)
- «Liturgia en tres días» (inacabada)
- «Fantasía Tiento»
- «Homenaje a la Tonadilla»

## Premios
- Premio Guggenheim en los años 1958 y 1969.
- Premio de la Academia Americana de Artes y Letras en el año 1967.